# Park Gyu-su
Park Gyu-su (coréen: 박규수, hanja: 朴珪壽, 27 octobre 1807 - 9 février 1877) était un homme politique de la dynastie Joseon en Corée et un partisan des réformes. Il était gouverneur du Pyongan en 1866 et a dû gérer  l'incident du Général Sherman, un navire américain venu pour tenter d'imposer des relations commerciales. Son principal nom de plume était Hwanjae (환재, 瓛齋).

## Œuvres
- Hwanjae jip (환재집, 瓛齋集)
- Hwanjae jikgye (환재직계, 瓛齋織啓)
- Hwanjae sugye (환재수계, 瓛齋繡啓)
- Geogajapbokgo (거가잡복고, 居家雜服攷)
- Sanggodohoimunuirye (상고도회문의례, 尙古圖會文儀例)
- Jangammungo (장암문고, 莊菴文稿)
- Hwanjae yugo (환재유고, 瓛齋遺稿)